# Université de la Défense nationale
L'université de la Défense nationale (ukrainien : Національний університет оборони України, НУОУ) est fondée le 1914 sous le nom d'école d'artillerie Nikolaïev. L'académie est classée au Registre national des monuments immeubles d'Ukraine

## Noms
1914 : École d'artillerie Nikolaïev
1917 - 1920 : université d'état ukrainienne de Kiev : université polytechnique d'État 
1920 - 1951 : École d'infanterie militaire de Kiev nommée d'après ouvriers de Zamoskvoretchie rouge. le 22 février 1941, l'école porte le nom de Serhiy Kirov
1991 : Avec l'indépendance elle devient une académie des forces terrestre et le statut d'université en 2008. Elle prit le nom d'Ivan Tcherniakhovski en 2013, révoqué en 2023.

## Structure

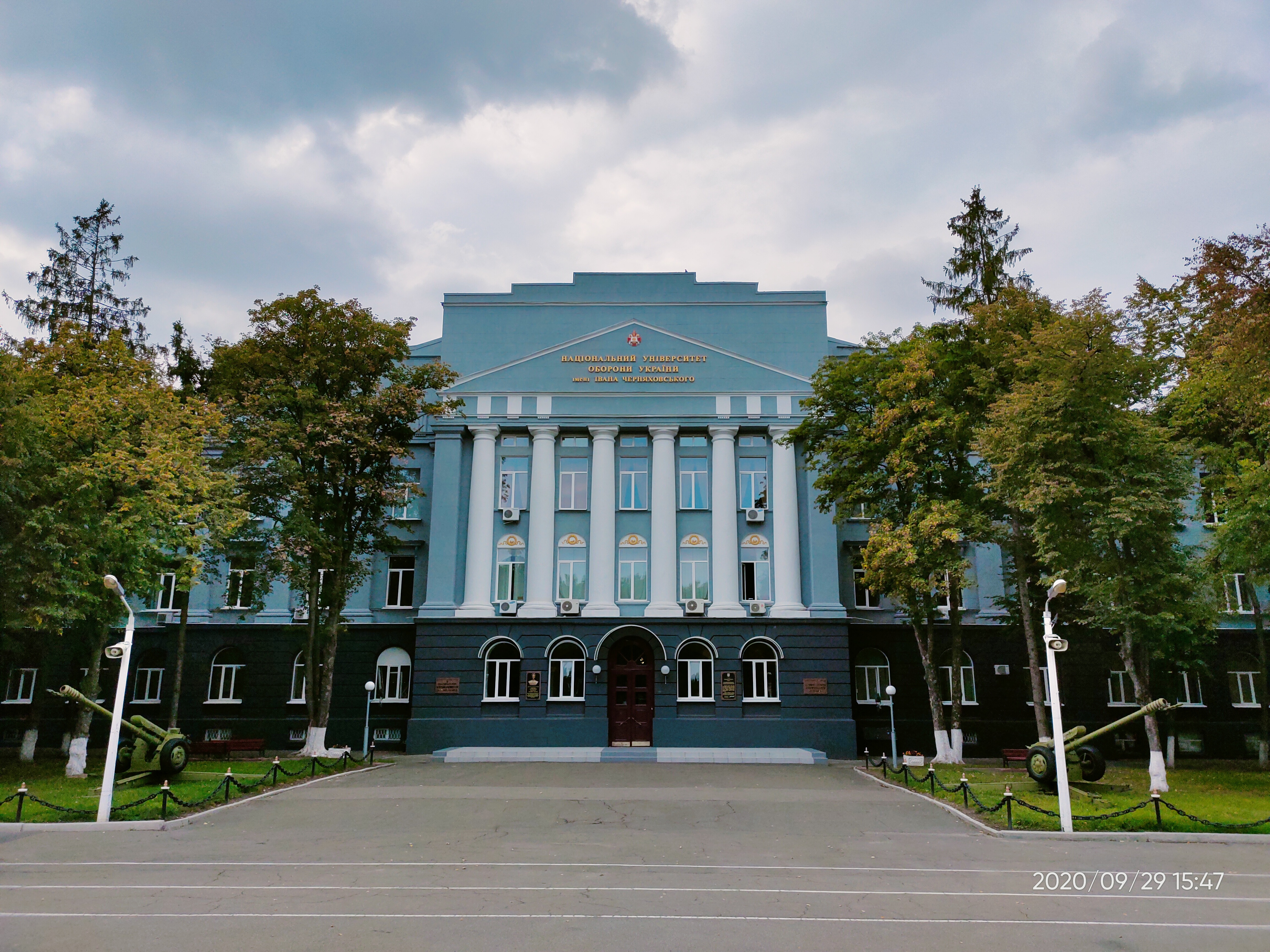
Façade en 2020, classés
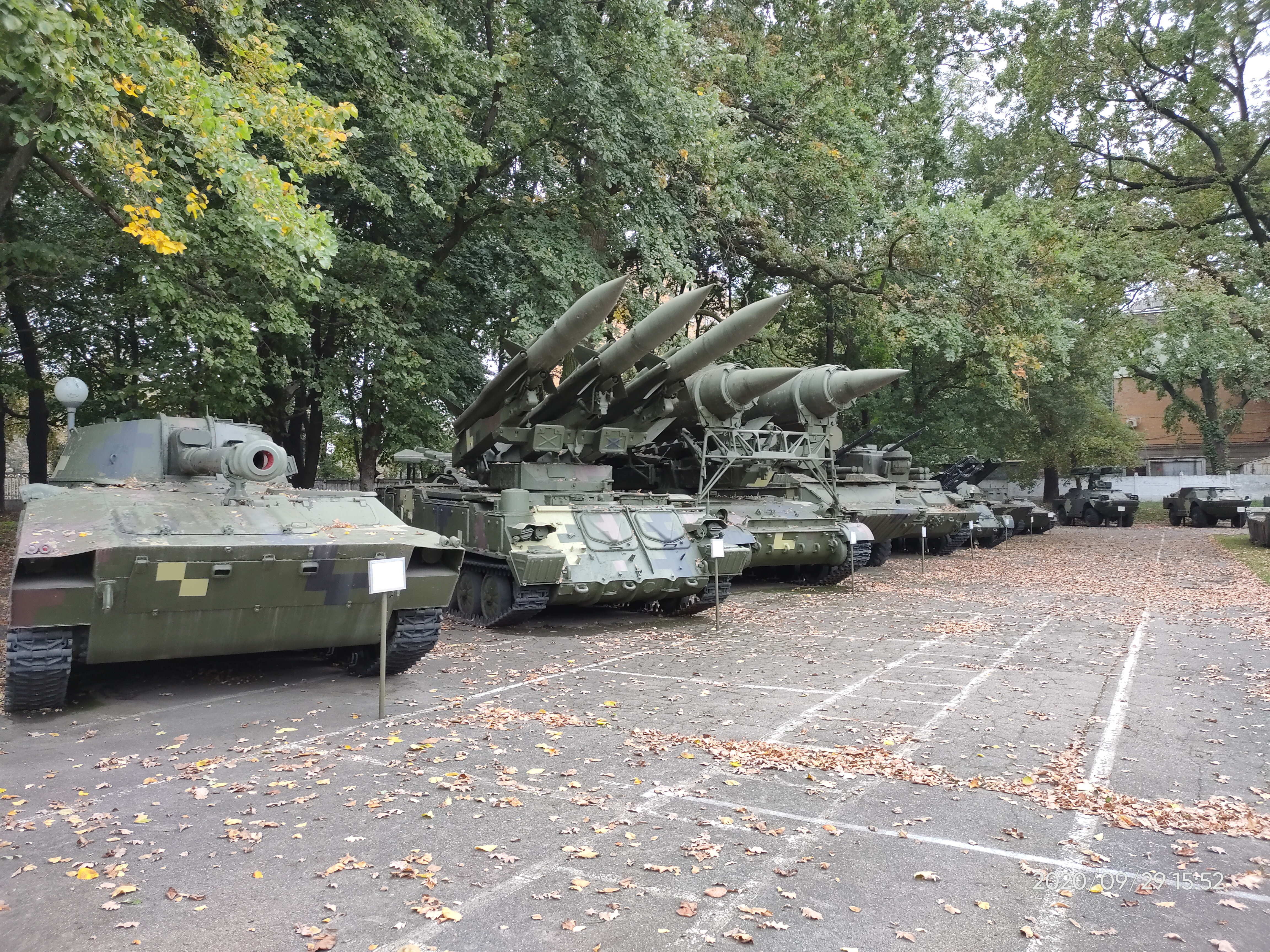
Exposition de matériel militaire.
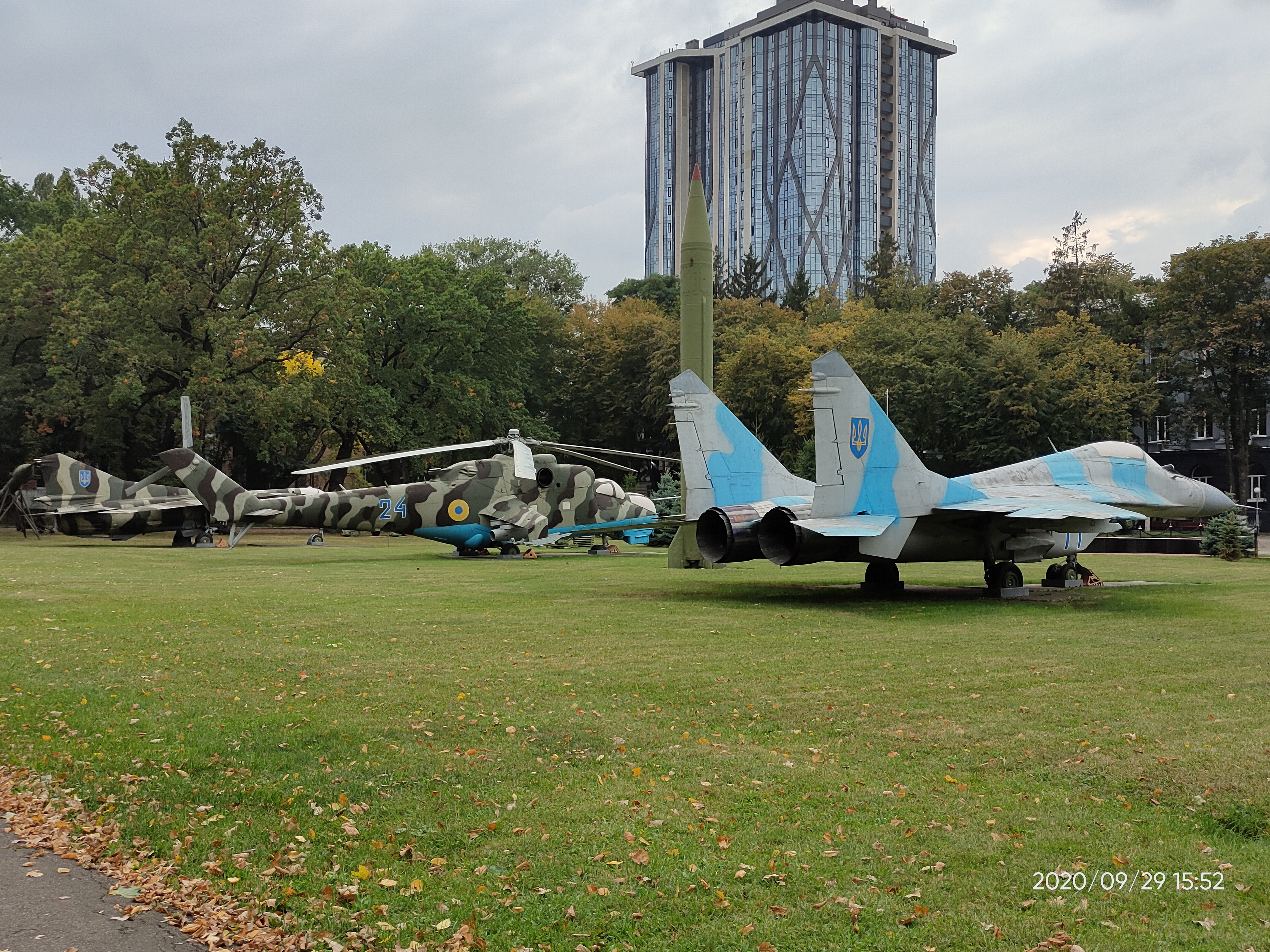
Exposition d'aéronefs.
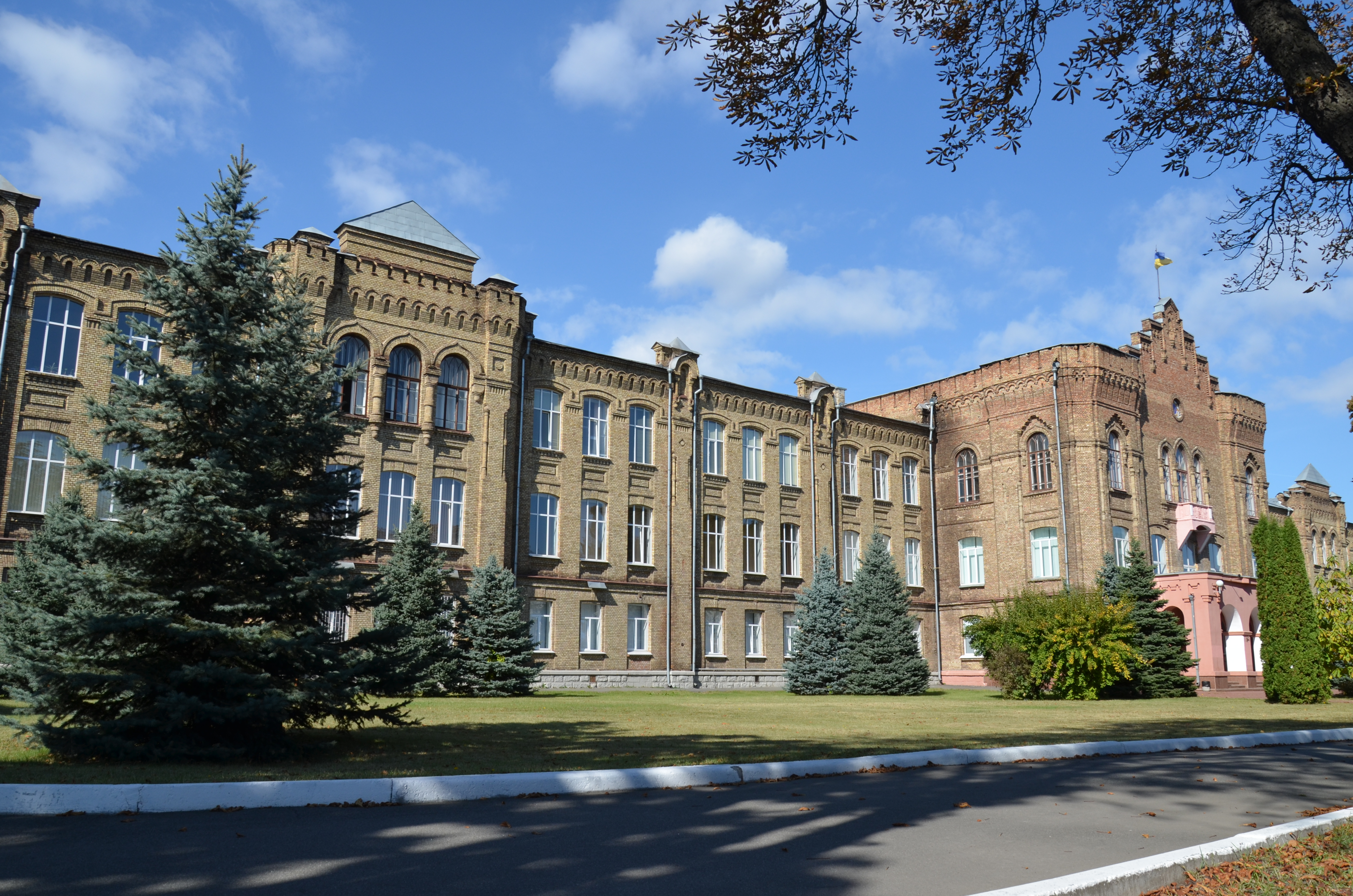
Bâtiment du N°28, classés[5].
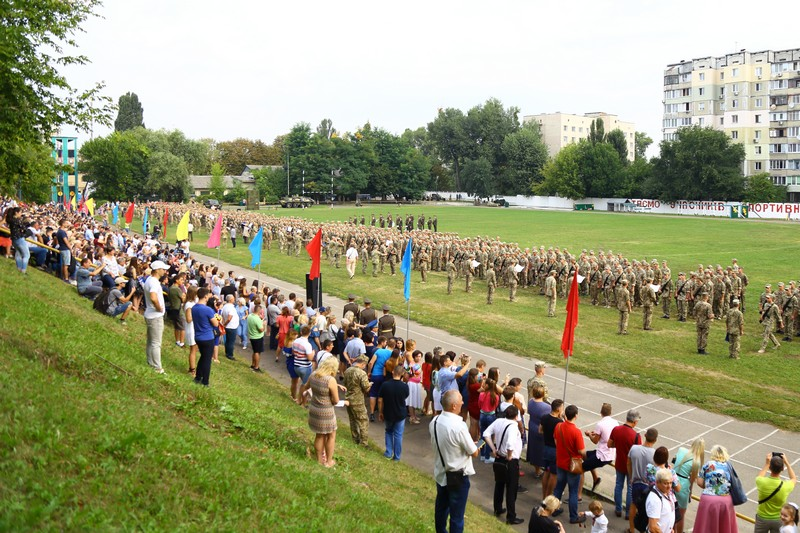
Son stade

## Anciens élèves
- Le colonel du 91e régiment du génie Denys Dikiy, héros de l'Ukraine.
- Oleksandr Syrsky, en 1996[6], colonel général.
- Mykhaïlo Drapatiy, commandant des forces terrestres ukrainiennes (2024-)